# Kurzia pallida
Kurzia pallida là một loài Rêu trong họ Lepidoziaceae. Loài này được Piippo mô tả khoa học đầu tiên năm 1985.